# Simon Templar
Simon Templar, pseud. „Święty” (The Saint) – fikcyjna postać literacka i filmowa, stworzona przez brytyjskiego autora Leslie Charterisa. Pierwsza książka o Świętym ukazała się w roku 1928. Do roku 1983 w Wielkiej Brytanii i USA ukazało się pięćdziesiąt tomów jego przygód (ostatnie z nich pisane przez innych autorów i firmowane przez Charterisa), nie licząc antologii i wznowień. Simon Templar stał się też bohaterem kilkunastu filmów oraz serialu telewizyjnego z Rogerem Moore’em w roli głównej.
Postać Simona Templara – eleganckiego i szlachetnego detektywa, a zarazem i po trosze przestępcy, jest znana i lubiana w kilkudziesięciu krajach całego świata. Święty ma swoje tradycyjne i internetowe fankluby. Śmierć twórcy postaci w roku 1993 nie oznaczała końca przygód Templara: od tego czasu powstał nowy film i dwie powieści, są też plany nakręcenia nowego serialu telewizyjnego.

## Charakterystyka postaci
Swój przydomek Simon Templar zawdzięcza swym inicjałom (St. to angielski skrót określający świętego), ale przede wszystkim swej bezkompromisowości i nieomylności w walce ze złem i niesprawiedliwością. Postać Świętego jest bezpośrednio inspirowana przez Robin Hooda: szlachetnego przestępcę, działającego poza prawem, ale na rzecz sprawiedliwości. Także Templar często działa poza prawem, wchodząc w konflikt z policją, wszystko jednak po to, by wymierzyć sprawiedliwość.
Ulubionymi jego ofiarami są oszuści, szantażyści, skorumpowani politycy, czasem szpiedzy. Celem jest ukaranie ich, w sposób zależny od stopnia ich winy i humoru Świętego: przez odebranie im nieuczciwego zarobku bądź przez przekazanie ich w ręce wymiaru sprawiedliwości. Czasami, chociaż rzadko, bohater posuwa się do zabójstwa, najczęściej w sytuacjach obrony koniecznej lub ratowania życia innych.
Święty jest ewidentnie osobą dość majętną. Porusza się zazwyczaj eleganckim (ale nie ostentacyjnie luksusowym) sportowym samochodem. Podróżuje wiele po świecie, można go spotkać w eleganckim towarzystwie w kasynach czy dobrych hotelach. Pochodzenie jego majątku i źródła dochodów nie są przy tym całkowicie jasne, w powieściach można spotkać aluzje, że rozpoczynał swoją karierę jako przestępca. Stąd też biorą się prawdopodobnie jego umiejętności włamywacza, którymi często się posługuje. Bieżącym dochodem jest, jak się wydaje, część z odzyskanego od złoczyńców łupu, bądź swoiste kary finansowe, jakie im wymierza. Większość odzyskanych środków Święty oddaje jednak ofiarom albo przeznacza na cele dobroczynne. Wielokrotnie w książkach wspominana jest „Fundacja Simona Templara”, wspomagająca finansowo byłych złoczyńców, którzy usiłują ułożyć sobie uczciwe życie.
Ze względu na to ostatnie i na fakt, że Święty bywa bardzo wyrozumiały dla drobnych przestępców, cieszy się on wśród nich znacznym poważaniem. Czasami otrzymuje z ich strony wsparcie w walce z większymi, „nieuczciwymi” złoczyńcami.
Simon Templar posługuje się czasami podczas swej pracy fałszywymi nazwiskami, z reguły pozostawiając sobie jednak inicjały ST.

## Styl literacki
Większość opowieści o Templarze ma budowę klasycznych kryminałów, których bohater musi rozwiązać zagadkę i wykryć przestępcę. Jest też wiele takich, w których przestępca znany jest od początku, a niespodzianką dla widza lub czytelnika jest sprytny sposób, w jaki Świętemu uda się go zdemaskować bądź ukarać. Często powtarzającym się motywem jest „skruszony przestępca”, zazwyczaj wspólnik głównego złoczyńcy, otrzymujący od Świętego szansę poprawienia się i odkupienia winy. Święty wydaje się nigdy nie mylić w ocenie tego, kto jest wart kredytu zaufania, a kto jest przestępcą niepoprawnym.

## Inne postacie
Każda z powieści i opowiadań o Świętym stanowi zamkniętą całość i postacie drugoplanowe rzadko się powtarzają. Kilka z nich występuje jednak więcej razy. Należą do nich:
- Claud Eustace Teal, inspektor Scotland Yardu, zazwyczaj usiłujący bezskutecznie wsadzić Templara za kraty. Święty często „podrzuca mu” zdemaskowanych przez siebie przestępców, oczywiście wraz z dowodami wystarczającymi do ich aresztowania i osądzenia. W kilku wypadkach dochodziło nawet do współpracy Templara z Tealem.
- Patricia Holm, towarzyszka życia Templara, pojawiająca się przede wszystkim we wczesnych książkach. Nie jest żoną Świętego, chociaż mieszka z nim razem. W jednym z opowiadań Templar oświadcza się, ale zostaje odrzucony. W późniejszym okresie twórczości Charteris rezygnuje ze stałej dziewczyny Świętego i Patrycja znika, chociaż według niektórych źródeł istnieje późny i niezrealizowany do końca pomysł powieści i scenariusza filmowego, w której obok Patrycji i Świętego pojawia się ich syn[1].
- Hoppy Uniatz, drobny rzezimieszek, niezbyt inteligentny, występujący czasem jako pomocnik Templara w późniejszych opowiadaniach.

## Logo „Świętego”

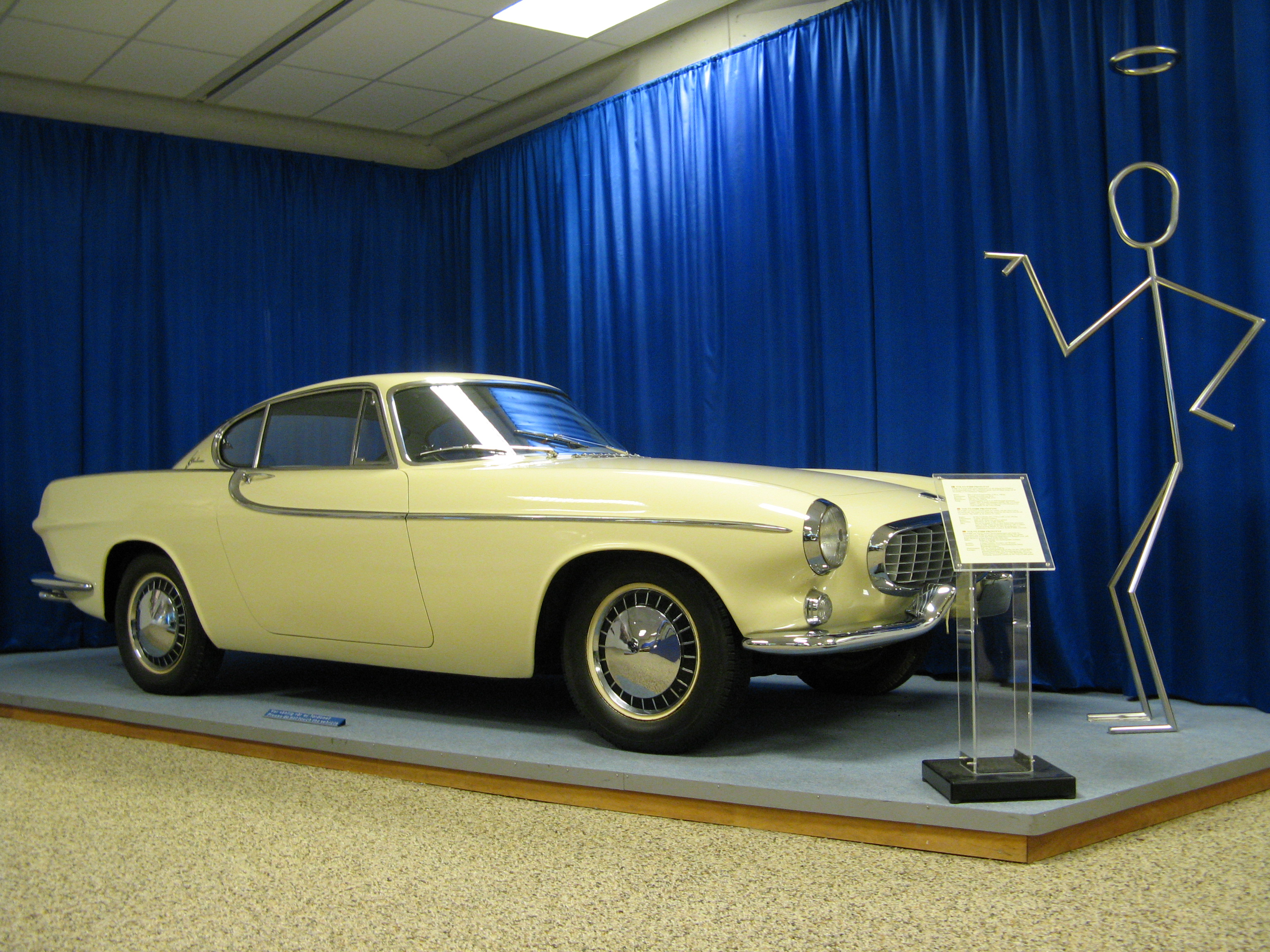
Logo i samochód „Świętego” – Volvo P1800

Wszystkie książki i filmy z Simonem Templarem noszą charakterystyczny znak rozpoznawczy – schematyczną „kreskowo” narysowaną sylwetkę człowieka z aureolą nad głową. Sam Święty używa czasami tego znaku jako swoistej wizytówki, na przykład zostawiając kartkę z tym rysunkiem w okradzionym sejfie przestępcy.
Serial telewizyjny używał dodatkowo symboliki aureoli we wstępie do każdego odcinka. Odcinki zaczynały się zwykle krótkim wprowadzeniem w postaci narracji samego Świętego lub mini-scenki. Pod koniec wprowadzenia padało nazwisko „Simon Templar” lub przydomek „Święty”, a wówczas nad głową Moore’a pojawiała się dorysowana aureola.

## Simon Templar w literaturze
Leslie Charteris napisał i wydał w latach 1928–1963 łącznie 37 książek, których bohaterem był Simon Templar. Część z nich była klasycznymi powieściami kryminalnymi, inne zbiorami opowiadań i nowel. Wszystkie były wielokrotnie wznawiane, czasem pod innymi tytułami. Ukazało się też kilka zbiorków zawierających wcześniej publikowane opowiadania w innym układzie.
Od roku 1964 książki o świętym pisane były przez innych autorów, m.in. Fleminga Lee, Harry’ego Harrisona, i Johna Cruse’a, a kontrolowane i firmowane przez Charterisa. W kilku z nich Charteris występuje jako współautor. Do roku 1983 powstało w ten sposób jeszcze 13 książek.
Ostatnie dwie powieści o Simonie Templarze opublikowane zostały w roku 1997 już po śmierci Charterisa. Jedna z nich jest oparta na scenariuszu pokazanego w tym samym roku filmu „Święty” z Valem Kilmerem, druga jest powieścią bliższą oryginałowi. Autorem drugiej z nich i współautorem pierwszej był Burl Barer, amerykański pisarz i historyk literatury, znawca literatury Charterisa.
Książki o przygodach Świętego przetłumaczone zostały na 20 języków.
Postać Rogera Moore’a, grającego Świętego w kręconym w Polsce filmie (fikcyjnym) pojawiła się w powieści przygodowej Zbigniewa Nienackiego Pan Samochodzik i złota rękawica.

### Francuskie książki o „Świętym”
W latach 1930–1960 we Francji wydane zostało kilkadziesiąt tomów przygód „Świętego”, napisanych na tamtejszy rynek (nie będących tłumaczeniami). Ukazywały się one pod nazwiskiem Charterisa i pod jego kontrolą, równolegle z tłumaczeniami angielskich oryginałów i w tej samej szacie graficznej. Autorką większości tych książek była, o ile wiadomo, Madeleine Michel-Tyl. Niektóre z nich luźno bazowały na amerykańskich komiksach ze „Świętym”. Liczba wydanych w ten sposób książek przekroczyła nawet liczbę angielskojęzycznych oryginałów, co jest zjawiskiem unikalnym w historii literatury. Wiele z tych francuskich powieści nie zostało nigdy przetłumaczonych na angielski.

### Czasopisma i komiksy
W latach 1946 do 1967 (z przerwami) Charteris wydawał, w USA i w Wielkiej Brytanii czasopisma zatytułowane kolejno The Saint’s Choice, The Saint Detective Magazine, The Saint Mystery Magazine i The Saint Magazine. Zawartość stanowiły opowiadania różnych autorów, większość wydań zawierała jedno opowiadanie Charterisa o Simonie Templarze. Niektóre z tych opowiadań były oryginalne, nigdzie wcześniej nie publikowane.
W latach 1947–1953 Avon Comics wydawał w USA komiks o „Świętym”. Fabuła tych komiksów była pisana przez Charterisa. Łącznie ukazało się 12 zeszytów.

### Polskie tłumaczenia
(lista niekompletna)
- Simon Templar wkracza do akcji, Iskry 1967 (wzn. 1982). Tyt. oryg.: The Saint (selected stories)
- Wendeta dla Świętego, Iskry, Warszawa 1982. ISBN 83-207-0376-X. Tyt. oryg.: Vendetta for the Saint. Tłum. Janina Carlson, Kalina Wojciechowska.
- Święty w Nowym Jorku, Iskry, Warszawa 1982. ISBN 83-207-0377-8. Tyt. oryg.: The Saint in New York. Tłum. Magdalena Zawanowska.
- Święty zamyka sprawę, Wyd. Mitel, Gdynia 1991. ISBN 83-85413-01-4. Tyt. oryg.: The Saint closes the case. Tłum. Jerzy Matwiejczuk.
- Święty na straży, Wyd. Mitel, Gdynia 1991. ISBN 83-85413-00-6. Tyt. oryg.: The Saint on guard. Tłum. Janusz Pultyn.
- Przedstawiając Świętego, Wyd. Mitel, Gdynia 1991. ISBN 83-85413-02-2. Tyt. oryg.: Featuring the Saint. Tłum. Ewa Panasiuk.
- Święty kontra Scotland Yard, Wyd. Mitel, Gdynia 1991. ISBN 83-85413-03-0. Tyt. oryg.: The Saint v. Scotland Yard. Tłum. Janusz Pultyn.
- Święty w Miami, Wyd. Mitel, Gdynia 1991. ISBN 83-85413-04-9. Tyt. oryg.: The Saint in Miami. Tłum. Mikołaj Stasiewicz.

## Filmy

### Filmy pełnometrażowe
Poniższa lista zawiera wszystkie dotychczas nakręcone pełnometrażowe filmy o „Świętym”, z podanym rokiem produkcji i nazwiskiem aktora grającego główną rolę.
- The Saint in New York (1938 – Louis Hayward)
- The Saint Strikes Back (1939 – George Sanders)
- The Saint in London (1939 – George Sanders)
- The Saint’s Double Trouble (1940 – George Sanders)
- The Saint Takes Over (1940 – George Sanders)
- The Saint in Palm Springs (1941 – George Sanders)
- The Saint’s Vacation (1941 – Hugh Sinclair)
- The Saint Meets the Tiger (1943 – Hugh Sinclair)
- The Saint’s Girl Friday (1954 – Louis Hayward)
- Le Saint mène la danse (1960 – Félix Marten)
- Le Saint prend l’affut (1966 – Jean Marais)
- The Fiction Makers (1968 – Roger Moore) – pokazywany w Polsce w TV i wydany na DVD pod tytułami Twórcy fikcji lub Literatura i akcja
- Vendetta for the Saint (1969 – Roger Moore) – wydany w Polsce na DVD pod tytułem Święty kontra mafia
- The Saint and the Brave Goose (1979 – Ian Ogilvy) – film telewizyjny
- The Saint in Manhattan (1987 – Andrew Clarke) – film telewizyjny
- The Saint (1997 – Val Kilmer), w Polsce wyświetlany pod tytułem Święty.
- The Saint (2017 – Adam Rayner) – film telewizyjny

### Seriale telewizyjne
- The Saint (1962–1969 – Roger Moore), wyświetlany w telewizji polskiej w latach 60. i 70. ubiegłego wieku
- Return of the Saint (1978–1979 – Ian Ogilvy)
- Mystery Wheel of Adventure (1989 – Simon Dutton) w ramach tego większego serialu kryminalnego nakręcono 6 odcinków, których bohaterem był „Święty”.